# Spanyolország az 1980. évi nyári olimpiai játékokon
Spanyolország a szovjetunióbeli Moszkvában megrendezett 1980. évi nyári olimpiai játékok egyik részt vevő nemzete volt. Az országot az olimpián 18 sportágban 155 sportoló képviselte, akik összesen 6 érmet szereztek. Spanyolország az olimpiai zászló alatt vett részt a játékokon.

## Érmesek
| Érem  | Versenyző | Sportág    | Versenyszám               |
| ----- | --- | ---------- | ------------------------- |
| Arany | Alejandro Abascal Miguel Noguer | Vitorlázás | Repülő hollandi           |
| Ezüst | Jorge Llopart | Atlétika   | Férfi 50 km gyaloglás     |
| Ezüst | Nemzeti válogatott José Miguel García Juan Amat Santiago Malgosa Rafael Garralda Francisco Fábregas Juan Luís Coghen Ricardo Cabot Jaime Arbós Carlos Roca Juan Pellón Miguel de Paz Miguel Chaves Juan Arbós Javier Cabot Paulino Monsalve Jaime Zumalacárregui | Gyeplabda  | Férfi                     |
| Ezüst | Herminio Menéndez Guillermo del Riego | Kajak-kenu | Férfi kajak kettes 500 m  |
| Bronz | Luis Ramos Herminio Menéndez | Kajak-kenu | Férfi kajak kettes 1000 m |
| Bronz | David López-Zubero | Úszás      | Férfi 100 m pillangó      |

## Atlétika
Férfi
| Versenyző                                                         | Versenyszám     | Előfutam | Előfutam | Előfutam | Negyeddöntő | Negyeddöntő | Negyeddöntő | Elődöntő | Elődöntő | Elődöntő | Döntő         | Döntő         |
| Versenyző                                                         | Versenyszám     | Idő      | Hely.    | Össz.    | Idő         | Hely.       | Össz.       | Idő      | Hely.    | Össz.    | Idő           | Helyezés      |
| ----------------------------------------------------------------- | --------------- | -------- | -------- | -------- | ----------- | ----------- | ----------- | -------- | -------- | -------- | ------------- | ------------- |
| Isidoro Hornillos                                                 | 400 m           | 47,45    | 6.       | 21.      | kiesett     | kiesett     | kiesett     | kiesett  | kiesett  | kiesett  | kiesett       | kiesett       |
| Antonio Páez                                                      | 800 m           | 1:49,50  | 2.       | 17.      |             |             |             | 1:47,75  | 5.       | 14.      | kiesett       | kiesett       |
| Colomán Trabado                                                   | 800 m           | 1:47,87  | 4.       | 5.       |             |             |             | 1:48,08  | 7.       | 16.      | kiesett       | kiesett       |
| José Luis González                                                | 1500 m          | 3:40,85  | 4.       | 9.       |             |             |             | 3:42,55  | 8.       | 8.       | kiesett       | kiesett       |
| José Manuel Abascal                                               | 1500 m          | 3:44,65  | 6.       | 23.      |             |             |             | kiesett  | kiesett  | kiesett  | kiesett       | kiesett       |
| Antonio Prieto                                                    | 10 000 m        | 29:12,8  | 5.       | 15.      |             |             |             |          |          |          | nem ért célba | nem ért célba |
| Eleuterio Antón                                                   | Maraton         |          |          |          |             |             |             |          |          |          | 2:18:16       | 22.           |
| Javier Moracho                                                    | 110 m gát       | 13,72    | 3.       | 4.       |             |             |             | 13,80    | 4.       | 8.       | 13,78         | 7.            |
| Carlos Sala                                                       | 110 m gát       | 14,28    | 6.       | 16.      |             |             |             | 14,00    | 7.       | 13.      | kiesett       | kiesett       |
| Juan Lloveras                                                     | 400 m gát       | 50,48    | 4.       | 11.      |             |             |             | 51,86    | 8.       | 14.      | kiesett       | kiesett       |
| José Casabona                                                     | 400 m gát       | 51,26    | 5.       | 17.      |             |             |             | kiesett  | kiesett  | kiesett  | kiesett       | kiesett       |
| Domingo Ramón                                                     | 3000 m akadály  | 8:31,81  | 1.       | 8.       |             |             |             | 8:21,94  | 2.       | 6.       | 8:15,74       | 4.            |
| Francisco Sánchez                                                 | 3000 m akadály  | 8:27,50  | 5.       | 5.       |             |             |             | 8:18,96  | 4.       | 4.       | 8:17,93       | 5.            |
| José Marín                                                        | 20 km gyaloglás |          |          |          |             |             |             |          |          |          | 1:26:45,6     | 5.            |
| José Marín                                                        | 50 km gyaloglás |          |          |          |             |             |             |          |          |          | 4:03:08       | 6.            |
| Jorge Llopart                                                     | 50 km gyaloglás |          |          |          |             |             |             |          |          |          | 3:51:25       |               |
| Isidoro Hornillos Colomán Trabado Benjamín González José Casabona | 4 × 400 m váltó | 3:06,9   | 6.       | 12.      |             |             |             |          |          |          | kiesett       | kiesett       |

| Versenyző        | Versenyszám | Selejtező | Selejtező | Döntő    | Döntő    |
| Versenyző        | Versenyszám | Eredmény  | Helyezés  | Eredmény | Helyezés |
| ---------------- | ----------- | --------- | --------- | -------- | -------- |
| Roberto Cabrejas | Magasugrás  | 221 cm    | 16.       | 210 cm   | 16.      |
| Martín Perarnau  | Magasugrás  | 215 cm    | 22.       | kiesett  | kiesett  |
| Antonio Corgos   | Távolugrás  | 796 cm    | 7.        | 809 cm   | 7.       |
| Alberto Solanas  | Távolugrás  | 773 cm    | 17.       | kiesett  | kiesett  |
| Ramón Cid        | Hármasugrás | 16,20 m   | 13.       | kiesett  | kiesett  |

## Birkózás
Kötöttfogású
| Versenyző           | Versenyszám | 1. forduló                    | 2. forduló                                          | 3. forduló        | 4. forduló        | Döntő             | Helyezés    |
| Versenyző           | Versenyszám | Ellenfél Eredmény             | Ellenfél Eredmény                                   | Ellenfél Eredmény | Ellenfél Eredmény | Ellenfél Eredmény | Helyezés    |
| ------------------- | ----------- | ----------------------------- | --------------------------------------------------- | ----------------- | ----------------- | ----------------- | ----------- |
| Fernando San Isidro | 82 kg       | Detlef Kühn (GDR) · kétvállas | Aduuchiin Baatarkhüü (MGL) · kizárták (passzivitás) | kiesett           | kiesett           | kiesett           | helyezetlen |

Szabadfogású
| Versenyző        | Versenyszám | 1. forduló                   | 2. forduló                               | 3. forduló        | 4. forduló        | 5. forduló        | Döntő             | Helyezés    |
| Versenyző        | Versenyszám | Ellenfél Eredmény            | Ellenfél Eredmény                        | Ellenfél Eredmény | Ellenfél Eredmény | Ellenfél Eredmény | Ellenfél Eredmény | Helyezés    |
| ---------------- | ----------- | ---------------------------- | ---------------------------------------- | ----------------- | ----------------- | ----------------- | ----------------- | ----------- |
| Santiago Morales | 100 kg      | Ilja Matye (URS) · kétvállas | Khorloogiin Bayanmönkh (MGL) · kétvállas | kiesett           | kiesett           | kiesett           | kiesett           | helyezetlen |

## Cselgáncs
| Versenyző            | Versenyszám | Csoport | 32-es főtábla               | Nyolcaddöntő                    | Negyeddöntő           | Elődöntő          | Vigaszág negyeddöntő | Vigaszág elődöntő         | Bronz- mérkőzés                | Döntő             | Helyezés |
| Versenyző            | Versenyszám | Csoport | Ellenfél Eredmény           | Ellenfél Eredmény               | Ellenfél Eredmény     | Ellenfél Eredmény | Ellenfél Eredmény    | Ellenfél Eredmény         | Ellenfél Eredmény              | Ellenfél Eredmény | Helyezés |
| -------------------- | ----------- | ------- | --------------------------- | ------------------------------- | --------------------- | ----------------- | -------------------- | ------------------------- | ------------------------------ | ----------------- | -------- |
| Ignacio Sanz         | Váltósúly   | A       | Bassam El-Jabbin (SYR) · GY | Dovdongiin Dashjamts (MGL) · GY | Juan Ferrer (CUB) · V |                   |                      | Slavko Sikirić (YUG) · GY | Bernard Tchoullouyan (FRA) · V |                   | 5.       |
| José Antonio Cechini | Középsúly   | A       | Michel Sanchis (FRA) · GY   | Slavko Obadov (YUG) · V         | kiesett               | kiesett           |                      |                           |                                |                   | 13.      |

## Evezés
Férfi
| Versenyző                                                                        | Versenyszám              | Előfutam | Előfutam | Vigaszág | Vigaszág | Elődöntő | Elődöntő | Döntő   | Döntő   | Döntő   | Helyezés    |
| Versenyző                                                                        | Versenyszám              | Idő      | Hely.    | Idő      | Hely.    | Idő      | Hely.    | Típus   | Idő     | Hely.   | Helyezés    |
| -------------------------------------------------------------------------------- | ------------------------ | -------- | -------- | -------- | -------- | -------- | -------- | ------- | ------- | ------- | ----------- |
| José Ramón Oyarzábal José Luis Corta                                             | Kétpárevezős             | 7:11,05  | 3.       | 6:43,15  | 3.       |          |          | B       | 6:38,38 | 1.      | 7.          |
| José Pardas Luis Miguel Oliver                                                   | Kormányos nélküli kettes | 7:46,00  | 4.       | 7:18,45  | 4.       | kiesett  | kiesett  | kiesett | kiesett | kiesett | helyezetlen |
| Joan Solano Jesús González Manuel Vera Julio Oliver                              | Négypárevezős            | 6:18,61  | 2.       | 6:00,77  | 2.       |          |          | A       | 6:01,19 | 5.      | 5.          |
| José Manuel Bermúdez Isidro Martín Salvador Verges Luis Lasúrtegui Javier Sabriá | Kormányos négyes         | 6:43,35  | 1.       | erőnyerő | erőnyerő |          |          | A       | 6:26,23 | 4.      | 4.          |

## Gyeplabda

### Férfi
| Spanyol férfi gyeplabdacsapat-játékoskeret                                                                                                  | Spanyol férfi gyeplabdacsapat-játékoskeret                                                                                        |
| --- | --- |
| - José Miguel García - Juan Amat - Santiago Malgosa - Rafael Garralda - Francisco Fábregas - Juan Luís Coghen - Ricardo Cabot - Jaime Arbós | - Carlos Roca - Juan Pellón - Miguel de Paz - Miguel Chaves - Juan Arbós - Javier Cabot - Paulino Monsalve - Jaime Zumalacárregui |

#### Eredmények
Csoportkör
| Csapat              | M | Gy | D | V | G+ | G– | Gk  | P |
| ------------------- | - | -- | - | - | -- | -- | --- | - |
| Spanyolország (ESP) | 5 | 4  | 1 | 0 | 33 | 3  | +30 | 9 |
| India (IND)         | 5 | 3  | 2 | 0 | 39 | 6  | +33 | 8 |
| Szovjetunió (URS)   | 5 | 3  | 0 | 2 | 30 | 11 | +19 | 6 |
| Lengyelország (POL) | 5 | 2  | 1 | 2 | 19 | 15 | +4  | 5 |
| Kuba (CUB)          | 5 | 1  | 0 | 4 | 7  | 42 | –35 | 2 |
| Tanzánia (TAN)      | 5 | 0  | 0 | 5 | 3  | 54 | –51 | 0 |

| 1980. július 20. 17:00 | Spanyolország (ESP) | 2–1 | Szovjetunió (URS) |  |
| 1980. július 20. 17:00 | (1–1)               |     |                   |  |

| 1980. július 21. 12:45 | Spanyolország (ESP) | 12–0 | Tanzánia (TAN) |  |
| 1980. július 21. 12:45 | (7–0)               |      |                |  |

| 1980. július 23. 12:45 | Spanyolország (ESP) | 2–2 | India (IND) |  |
| 1980. július 23. 12:45 | (1–1)               |     |             |  |

| 1980. július 24. 12:45 | Spanyolország (ESP) | 6–0 | Lengyelország (POL) |  |
| 1980. július 24. 12:45 | (5–0)               |     |                     |  |

| 1980. július 26. 17:00 | Spanyolország (ESP) | 11–0 | Kuba (CUB) |  |
| 1980. július 26. 17:00 | (7–0)               |      |            |  |

Döntő
| 1980. július 29. 17:00 | India (IND) | 4–3 | Spanyolország (ESP) |  |
| 1980. július 29. 17:00 | (2–0)       |     |                     |  |

| Csapat              | Helyezés |
| ------------------- | -------- |
| Spanyolország (ESP) |          |

## Íjászat
| Versenyző         | Versenyszám  | 1. forduló | 1. forduló | 2. forduló | 2. forduló | Összesítés | Összesítés |
| Versenyző         | Versenyszám  | Pont       | Hely.      | Pont       | Hely.      | Pont       | Helyezés   |
| ----------------- | ------------ | ---------- | ---------- | ---------- | ---------- | ---------- | ---------- |
| Antonio Vázquez   | Férfi egyéni | 1149       | 24.        | 1091       | 32.        | 2240       | 29.        |
| Francisco Peralta | Férfi egyéni | 1111       | 31.        | 1070       | 35.        | 2181       | 33.        |

## Kajak-kenu
Férfi
| Versenyző                             | Versenyszám         | Előfutam | Előfutam | Előfutam | Vigaszág | Vigaszág | Vigaszág | Elődöntő | Elődöntő | Elődöntő | Döntő   | Döntő    |
| Versenyző                             | Versenyszám         | Idő      | Hely.    | Össz.    | Idő      | Hely.    | Össz.    | Idő      | Hely.    | Össz.    | Idő     | Helyezés |
| ------------------------------------- | ------------------- | -------- | -------- | -------- | -------- | -------- | -------- | -------- | -------- | -------- | ------- | -------- |
| Guillermo del Riego                   | Kajak egyes 1000 m  | 3:49,41  | 4.       | 12.      | 3:51,04  | 1.       | 2.       | 3:57,47  | 4.       | 12.      | kiesett | kiesett  |
| Herminio Menéndez Guillermo del Riego | Kajak kettes 500 m  | 1:34,16  | 1.       | 2.       | erőnyerő | erőnyerő | erőnyerő | 1:35,59  | 1.       | 2.       | 1:33,65 |          |
| Luis Ramos Herminio Menéndez          | Kajak kettes 1000 m | 3:24,83  | 1.       | 2.       | erőnyerő | erőnyerő | erőnyerő | 3:36,08  | 1.       | 5.       | 3:28,66 |          |
| Santos Magaz Narciso Suárez           | Kenu kettes 500 m   | 1:50,11  | 5.       | 10.      | 1:47,98  | 2.       | 2.       |          |          |          | 1:48,18 | 7.       |
| Santos Magaz Narciso Suárez           | Kenu kettes 1000 m  | 3:45,81  | 4.       | 7.       | 4:09,14  | 5.       | 5.       |          |          |          | kiesett | kiesett  |

## Kézilabda

### Férfi
| Spanyol férfi kézilabdacsapat-játékoskeret                                                                             | Spanyol férfi kézilabdacsapat-játékoskeret                                                                           |
| --- | --- |
| - Agustín Millán - Eugenio Serrano - Francisco López - Gregorio López - Jesús Albisu - José Novoa - José María Pagoaga | - Juan de la Puente - Juan Pedro de Miguel - Juan Francisco Muñoz - Juan José Uria - Vicente Calabuig - Rafael López |

#### Eredmények
Csoportkör
A csoport
| Csapat              | M | Gy | D | V | G+  | G–  | Gk  | P |
| ------------------- | - | -- | - | - | --- | --- | --- | - |
| NDK (GDR)           | 5 | 4  | 1 | 0 | 108 | 92  | +16 | 9 |
| Magyarország (HUN)  | 5 | 3  | 2 | 0 | 96  | 88  | +8  | 8 |
| Spanyolország (ESP) | 5 | 2  | 1 | 2 | 102 | 106 | –4  | 5 |
| Lengyelország (POL) | 5 | 2  | 1 | 2 | 123 | 97  | +26 | 5 |
| Dánia (DEN)         | 5 | 1  | 0 | 4 | 96  | 104 | –8  | 2 |
| Kuba (CUB)          | 5 | 0  | 1 | 4 | 103 | 141 | –38 | 1 |

| 1980. július 20. 20:00 | NDK (GDR) | 21–17 | Spanyolország (ESP) |  |
| 1980. július 20. 20:00 | (6–9)     |       |                     |  |
| 1980. július 20. 20:00 |           |       |                     |  |

| 1980. július 22. 18:30 | Spanyolország (ESP) | 20–19 | Dánia (DEN) |  |
| 1980. július 22. 18:30 | (7–7)               |       |             |  |
| 1980. július 22. 18:30 |                     |       |             |  |

| 1980. július 24. 17:00 | Magyarország (HUN) | 20–17 | Spanyolország (ESP) |  |
| 1980. július 24. 17:00 | (10–8)             |       |                     |  |
| 1980. július 24. 17:00 |                    |       |                     |  |

| 1980. július 26. 17:00 | Spanyolország (ESP) | 24–24 | Kuba (CUB) |  |
| 1980. július 26. 17:00 | (9–13)              |       |            |  |
| 1980. július 26. 17:00 |                     |       |            |  |

| 1980. július 28. 18:30 | Spanyolország (ESP) | 24–22 | Lengyelország (POL) |  |
| 1980. július 28. 18:30 | (11–13)             |       |                     |  |
| 1980. július 28. 18:30 |                     |       |                     |  |

Az 5. helyért
| 1980. július 30. 14:00 | Spanyolország (ESP) | 24–23 | Jugoszlávia (YUG) |  |
| 1980. július 30. 14:00 | (12–7)              |       |                   |  |
| 1980. július 30. 14:00 |                     |       |                   |  |

| Csapat              | Helyezés |
| ------------------- | -------- |
| Spanyolország (ESP) | 5.       |

## Kosárlabda

### Férfi
| Spanyol férfi kosárlabdacsapat-játékoskeret                                                                          | Spanyol férfi kosárlabdacsapat-játékoskeret                                                                               |
| --- | --- |
| - Cándido Sibilio - Fernando Romay - Ignacio Solozábal - José Luis Llorente - Juan Manuel López - José María Margall | - Juan Antonio Corbalán - Juan de la Cruz - Juan Antonio San Epifanio - Luis Santillana - Manuel Flores - Wayne Brabender |

#### Eredmények
Csoportkör
B csoport
| Csapat              | M | Gy | V | P+  | P–  | Pk  |
| ------------------- | - | -- | - | --- | --- | --- |
| Jugoszlávia (YUG)   | 3 | 3  | 0 | 328 | 249 | +79 |
| Spanyolország (ESP) | 3 | 2  | 1 | 286 | 241 | +45 |
| Lengyelország (POL) | 3 | 1  | 2 | 256 | 294 | –38 |
| Szenegál (SEN)      | 3 | 0  | 3 | 196 | 282 | –86 |

| 1980. július 21. | Spanyolország (ESP) | 101–81 | Lengyelország (POL) |  |
| 1980. július 21. | (50–43)             |        |                     |  |

| 1980. július 22. | Spanyolország (ESP) | 94–65 | Szenegál (SEN) |  |
| 1980. július 22. | (55–26)             |       |                |  |

| 1980. július 23. | Jugoszlávia (YUG) | 95–91 | Spanyolország (ESP) |  |
| 1980. július 23. | (45–50)           |       |                     |  |

Középdöntő
- A táblázat tartalmazza
  - az A csoportban lejátszott Szovjetunió–Brazília 101–88-as,
  - a B csoportban lejátszott Jugoszlávia–Spanyolország 95–91-es,
  - a C csoportban lejátszott Olaszország–Kuba 79–72-es eredményét is.

| Csapat              | M | Gy | V | P+  | P–  | Pk  |
| ------------------- | - | -- | - | --- | --- | --- |
| Jugoszlávia (YUG)   | 5 | 5  | 0 | 506 | 442 | +64 |
| Olaszország (ITA)   | 5 | 3  | 2 | 419 | 438 | –19 |
| Szovjetunió (URS)   | 5 | 3  | 2 | 505 | 468 | +37 |
| Spanyolország (ESP) | 5 | 2  | 3 | 488 | 485 | +3  |
| Brazília (BRA)      | 5 | 2  | 3 | 448 | 477 | –29 |
| Kuba (CUB)          | 5 | 0  | 5 | 434 | 490 | –56 |

| 1980. július 25. | Szovjetunió (URS) | 119–102 | Spanyolország (ESP) |  |
| 1980. július 25. | (53–44)           |         |                     |  |

| 1980. július 26. | Spanyolország (ESP) | 110–81 | Brazília (BRA) |  |
| 1980. július 26. | (52–34)             |        |                |  |

| 1980. július 27. | Spanyolország (ESP) | 96–95 | Kuba (CUB) |  |
| 1980. július 27. | (43–50)             |       |            |  |

| 1980. július 29. | Olaszország (ITA) | 95–89 | Spanyolország (ESP) |  |
| 1980. július 29. | (48–46)           |       |                     |  |

Bronzmérkőzés
| 1980. július 30. | Szovjetunió (URS) | 117–74 | Spanyolország (ESP) |  |
| 1980. július 30. | (51–38)           |        |                     |  |

| Csapat              | Helyezés |
| ------------------- | -------- |
| Spanyolország (ESP) | 4.       |

## Labdarúgás
| Spanyol labdarúgócsapat-játékoskeret                                                                                               | Spanyol labdarúgócsapat-játékoskeret                                                                       |
| --- | --- |
| - Agustín Gajate - Agustín - Ángel González - Quique Ramos - Francisco Buyo - Francisco Güerri - Hipólito Rincón - Joaquín - David | - Juanito - Manuel Zúñiga - Marcos Alonso - Miguel de Andrés - Urquiaga - Urbano - Espinosa - Víctor Muñoz |

### Eredmények
Csoportkör
C csoport
| Csapat        | M | Gy | D | V | G+ | G– | Gk | P |
| ------------- | - | -- | - | - | -- | -- | -- | - |
| NDK           | 3 | 2  | 1 | 0 | 7  | 1  | +6 | 5 |
| Algéria       | 3 | 1  | 1 | 1 | 4  | 2  | +2 | 3 |
| Spanyolország | 3 | 0  | 3 | 0 | 2  | 2  | 0  | 3 |
| Szíria        | 3 | 0  | 1 | 2 | 0  | 8  | –8 | 1 |

| 1980. július 20. 12:00 |

| NDK (GDR) | 1–1               | Spanyolország |
| --------- | ----------------- | ------------- |
| Kühn 49'  | (0–0) Jegyzőkönyv | Marcos 50'    |

| Republican Stadion, Kijev Nézőszám: 100 000 Játékvezető: Ulf Eriksson (svéd) |

| 1980. július 22. 12:00 |

| Spanyolország (ESP) | 0–0         | Szíria |
| ------------------- | ----------- | ------ |
|                     | Jegyzőkönyv |        |

| Dinamo Stadion, Minszk Játékvezető: José Castro Lozada (venezuelai) |

| 1980. július 24. 12:00 |

| Spanyolország (ESP) | 1–1               | Algéria     |
| ------------------- | ----------------- | ----------- |
| Rincón 38'          | (1–0) Jegyzőkönyv | Bellúmi 63' |

| Dinamo Stadion, Minszk Játékvezető: Eldar Azim Zade (orosz) |

| Csapat              | Helyezés |
| ------------------- | -------- |
| Spanyolország (ESP) | 9.       |

## Műugrás
Férfi
| Versenyző       | Versenyszám    | Selejtező | Selejtező | Döntő   | Döntő    |
| Versenyző       | Versenyszám    | Pont      | Helyezés  | Pont    | Helyezés |
| --------------- | -------------- | --------- | --------- | ------- | -------- |
| Ricardo Camacho | Egyéni műugrás | 532,020   | 8.        | 749,340 | 8.       |

Női
| Versenyző          | Versenyszám    | Selejtező | Selejtező | Döntő   | Döntő    |
| Versenyző          | Versenyszám    | Pont      | Helyezés  | Pont    | Helyezés |
| ------------------ | -------------- | --------- | --------- | ------- | -------- |
| Carmen Belén Núñez | Egyéni műugrás | 388,320   | 17.       | kiesett | kiesett  |
| Sonia Fernández    | Egyéni műugrás | 370,950   | 19.       | kiesett | kiesett  |

## Öttusa
| Versenyző                                      | Versenyszám | Lovaglás | Lovaglás | Lovaglás | Lovaglás | Vívás    | Vívás | Vívás | Lövészet | Lövészet | Lövészet | Úszás    | Úszás | Úszás | Futás   | Futás | Futás | Összesen    | Összesen |
| Versenyző                                      | Versenyszám | Idő      | Bünt.    | Pont     | Hely.    | Eredmény | Pont  | Hely. | Pontszám | Pont     | Hely.    | Idő      | Pont  | Hely. | Idő     | Pont  | Hely. | Összes pont | Helyezés |
| ---------------------------------------------- | ----------- | -------- | -------- | -------- | -------- | -------- | ----- | ----- | -------- | -------- | -------- | -------- | ----- | ----- | ------- | ----- | ----- | ----------- | -------- |
| Federico Galera                                | Egyéni      | 2:20,4   | 92       | 1008     | 28.      | 23–19    | 844   | 13.   | 195      | 1022     | 13.      | 3:41,622 | 1100  | 32.   | 14:06,7 | 1027  | 33.   | 5001        | 25.      |
| José Serrano                                   | Egyéni      | 1:56,6   | 90       | 1010     | 27.      | 18–24    | 714   | 32.   | 189      | 890      | 33.      | 3:22,518 | 1252  | 4.    | 14:08,2 | 1021  | 34.   | 4887        | 29.      |
| Manuel Montesinos                              | Egyéni      | 2:11,6   | 24       | 1076     | 9.       | 22–20    | 818   | 17.   | 189      | 890      | 33.      | 3:39,081 | 1120  | 27.   | 14:46,4 | 907   | 41.   | 4811        | 32.      |
| Federico Galera José Serrano Manuel Montesinos | Csapat      |          |          | 3094     | 4.       |          | 2376  | 7.    |          | 2802     | 10.      |          | 3472  | 7.    |         | 2955  | 12.   | 14 699      | 9.       |

## Sportlövészet
Nyílt
| Versenyző        | Versenyszám          | Pont | Helyezés |
| ---------------- | -------------------- | ---- | -------- |
| Jaime González   | Gyorstüzelő pisztoly | 586  | 22.      |
| Juan Seguí       | Gyorstüzelő pisztoly | 583  | 26.      |
| Juan Casamajo    | Sportpuska, fekvő    | 592  | 25.      |
| José Luis Calvo  | Sportpuska, fekvő    | 591  | 32.      |
| Eladio Vallduvi  | Trap                 | 195  | 5.       |
| Ricardo Sancho   | Trap                 | 190  | 10.      |
| Francisco Pérez  | Skeet                | 195  | 7.       |
| Enrique Camarena | Skeet                | 189  | 26.      |

## Torna
| Versenyző         | Versenyszám      | Selejtező | Selejtező | Döntő    | Döntő    |
| Versenyző         | Versenyszám      | Pontszám  | Helyezés  | Pontszám | Helyezés |
| ----------------- | ---------------- | --------- | --------- | -------- | -------- |
| Gabriel Calvo     | Talaj            | 18,15     | 54.       | kiesett  | kiesett  |
| Gabriel Calvo     | Ugrás            | 19,00     | 41.       | kiesett  | kiesett  |
| Gabriel Calvo     | Korlát           | 18,85     | 36.       | kiesett  | kiesett  |
| Gabriel Calvo     | Nyújtó           | 18,40     | 40.       | kiesett  | kiesett  |
| Gabriel Calvo     | Gyűrű            | 18,25     | 50.       | kiesett  | kiesett  |
| Gabriel Calvo     | Lólengés         | 17,90     | 51.       | kiesett  | kiesett  |
| Gabriel Calvo     | Egyéni összetett | 110,55    | 48.       | 111,625  | 28.      |
| José de la Casa   | Talaj            | 18,10     | 55.       | kiesett  | kiesett  |
| José de la Casa   | Ugrás            | 18,95     | 46.       | kiesett  | kiesett  |
| José de la Casa   | Korlát           | 18,70     | 41.       | kiesett  | kiesett  |
| José de la Casa   | Nyújtó           | 18,35     | 42.       | kiesett  | kiesett  |
| José de la Casa   | Gyűrű            | 17,45     | 61.       | kiesett  | kiesett  |
| José de la Casa   | Lólengés         | 17,85     | 52.       | kiesett  | kiesett  |
| José de la Casa   | Egyéni összetett | 109,40    | 53.       | 110,300  | 32.      |
| Fernando Bertrand | Talaj            | 18,05     | 58.       | kiesett  | kiesett  |
| Fernando Bertrand | Ugrás            | 18,80     | 51.       | kiesett  | kiesett  |
| Fernando Bertrand | Korlát           | 18,65     | 43.       | kiesett  | kiesett  |
| Fernando Bertrand | Nyújtó           | 17,95     | 58.       | kiesett  | kiesett  |
| Fernando Bertrand | Gyűrű            | 17,45     | 61.       | kiesett  | kiesett  |
| Fernando Bertrand | Lólengés         | 17,85     | 52.       | kiesett  | kiesett  |
| Fernando Bertrand | Egyéni összetett | 108,75    | 58.       | 109,825  | 33.      |

Női
| Versenyző      | Versenyszám      | Selejtező | Selejtező | Döntő    | Döntő    |
| Versenyző      | Versenyszám      | Pontszám  | Helyezés  | Pontszám | Helyezés |
| -------------- | ---------------- | --------- | --------- | -------- | -------- |
| Irene Martínez | Talaj            | 18,70     | 40.       | kiesett  | kiesett  |
| Irene Martínez | Ugrás            | 18,30     | 46.       | kiesett  | kiesett  |
| Irene Martínez | Felemás korlát   | 18,45     | 41.       | kiesett  | kiesett  |
| Irene Martínez | Gerenda          | 18,05     | 48.       | kiesett  | kiesett  |
| Irene Martínez | Egyéni összetett | 73,50     | 43.       | 73,850   | 22.      |
| Aurora Morata  | Talaj            | 17,50     | 56.       | kiesett  | kiesett  |
| Aurora Morata  | Ugrás            | 17,90     | 53.       | kiesett  | kiesett  |
| Aurora Morata  | Felemás korlát   | 18,45     | 41.       | kiesett  | kiesett  |
| Aurora Morata  | Gerenda          | 18,10     | 46.       | kiesett  | kiesett  |
| Aurora Morata  | Egyéni összetett | 71,95     | 49.       | 71,975   | 25.      |
| Gloria Viseras | Talaj            | 9,20      | 62.       | kiesett  | kiesett  |
| Gloria Viseras | Ugrás            | 9,40      | 62.       | kiesett  | kiesett  |
| Gloria Viseras | Felemás korlát   | 9,40      | 62.       | kiesett  | kiesett  |
| Gloria Viseras | Gerenda          | 9,15      | 62.       | kiesett  | kiesett  |
| Gloria Viseras | Egyéni összetett | 37,15     | 62.       | kiesett  | kiesett  |

## Úszás
Férfi
| Versenyző                                                       | Versenyszám            | Előfutam | Előfutam | Előfutam | Elődöntő | Elődöntő | Elődöntő | Döntő    | Döntő    |
| Versenyző                                                       | Versenyszám            | Idő      | Hely.    | Össz.    | Idő      | Hely.    | Össz.    | Idő      | Helyezés |
| --------------------------------------------------------------- | ---------------------- | -------- | -------- | -------- | -------- | -------- | -------- | -------- | -------- |
| Ramón Lavín                                                     | 200 m gyors            | 1:56,99  | 5.       | 34.      |          |          |          | kiesett  | kiesett  |
| Ramón Lavín                                                     | 100 m gyors            | 53,45    | 5.       | 27.      | kiesett  | kiesett  | kiesett  | kiesett  | kiesett  |
| David López-Zubero                                              | 100 m gyors            | 52,43    | 2.       | 13.      | 52,18    | 6.       | 11.*     | kiesett  | kiesett  |
| David López-Zubero                                              | 200 m gyors            | 1:53,22  | 1.       | 9.       |          |          |          | kiesett  | kiesett  |
| David López-Zubero                                              | 100 m pillangó         | 55,54    | 2.       | 2.       | 55,47    | 1.       | 3.       | 55,13    |          |
| Rafael Escalas                                                  | 400 m gyors            | 3:58,45  | 5.       | 14.      |          |          |          | kiesett  | kiesett  |
| Rafael Escalas                                                  | 1500 m gyors           | 15:20,99 | 2.       | 4.       |          |          |          | 15:21,88 | 6.       |
| Rafael Escalas                                                  | 400 m vegyes           | 4:42,49  | 6.       | 22.      |          |          |          | kiesett  | kiesett  |
| Moisés Gosálvez                                                 | 100 m hát              | 1:00,90  | 6.       | 27.      | kiesett  | kiesett  | kiesett  | kiesett  | kiesett  |
| Gustavo Torrijos                                                | 100 m mell             | 1:06,77  | 4.       | 17.      |          |          |          | kiesett  | kiesett  |
| Gustavo Torrijos                                                | 200 m mell             | 2:26,96  | 5.       | 13.      |          |          |          | kiesett  | kiesett  |
| David López-Zubero Ramón Lavín Juan Carlos Vallejo Juan Barro   | 4 × 200 m gyorsváltó   | 7:42,69  | 6.       | 10.      |          |          |          | kiesett  | kiesett  |
| Moisés Gosálvez Gustavo Torrijos David López-Zubero Ramón Lavín | 4 × 100 m vegyes váltó | 3:54,79  | 3.       | 9.       |          |          |          | kiesett  | kiesett  |

Női
| Versenyző                                                 | Versenyszám          | Előfutam | Előfutam | Előfutam | Döntő   | Döntő    |
| Versenyző                                                 | Versenyszám          | Idő      | Hely.    | Össz.    | Idő     | Helyezés |
| --------------------------------------------------------- | -------------------- | -------- | -------- | -------- | ------- | -------- |
| Natalia Más                                               | 100 m gyors          | 59,53    | 5.       | 18.      | kiesett | kiesett  |
| Natalia Más                                               | 200 m gyors          | 2:05,73  | 4.       | 14.      | kiesett | kiesett  |
| Natalia Más                                               | 400 m gyors          | 4:29,81  | 6.       | 17.      | kiesett | kiesett  |
| Natalia Más Margarita Armengol Laura Flaque Gloria Casado | 4 × 100 m gyorsváltó | 3:58,33  | 3.       | 7.       | 3:58,73 | 8.       |

* - egy másik versenyzővel azonos eredményt ért el

## Vitorlázás
Nyílt
| Versenyző                               | Versenyszám     | Futam   | Futam | Futam | Futam | Futam  | Futam | Futam     | Pontszám | Helyezés |
| Versenyző                               | Versenyszám     | 1       | 2     | 3     | 4     | 5      | 6     | 7         | Pontszám | Helyezés |
| --------------------------------------- | --------------- | ------- | ----- | ----- | ----- | ------ | ----- | --------- | -------- | -------- |
| José Luis Doreste                       | Finn dingi      | (28,0*) | 28,0* | 19,0  | 5,7   | 28,0** | 14,0  | 28,0**    | 122,7    | 17.      |
| Alfredo Rigau Gustavo Doreste           | 470-es osztály  | 11,7    | 11,7  | 3,0   | 5,7   | 14,0   | 8,0   | (15,0)    | 54,1     | 6.       |
| Antonio Gorostegui José María Benavides | Csillaghajó     | 13,0    | 14,0  | 13,0  | 11,7  | 13,0   | 8,0   | (18,0)    | 72,7     | 7.       |
| Alejandro Abascal Miguel Noguer         | Repülő hollandi | (8,0)   | 0,0   | 3,0   | 8,0   | 0,0    | 0,0   | (22,0)*** | 19,0     |          |

* - kizárták

** - nem ért célba

*** - nem indult

## Vívás
Férfi
| Versenyző        | Versenyszám       | Selejtező | Selejtező | Selejtező | Selejtező | Főtábla           | Főtábla           | Vigaszág          | Vigaszág          | Vigaszág          | Döntő             | Döntő   | Helyezés |
| Versenyző        | Versenyszám       | 1. kör | 1. kör    | 2. kör | 2. kör    | 1. kör            | 2. kör            | 1. kör            | 2. kör            | 3. kör            | Döntő             | Döntő   | Helyezés |
| Versenyző        | Versenyszám       | Ellenfél Eredmény | Hely.     | Ellenfél Eredmény | Hely.     | Ellenfél Eredmény | Ellenfél Eredmény | Ellenfél Eredmény | Ellenfél Eredmény | Ellenfél Eredmény | Ellenfél Eredmény | Hely.   | Helyezés |
| ---------------- | ----------------- | --- | --------- | --- | --------- | ----------------- | ----------------- | ----------------- | ----------------- | ----------------- | ----------------- | ------- | -------- |
| Miguel Roca      | Tőr, egyéni       | 4. csoport · Mihai Ţiu (ROU) · 2–5 · Khaled Al-Awadhi (KUW) · 5–1 · Thierry Soumagne (BEL) · 5–4 · Pascal Jolyot (FRA) · 3–5           | 3.        | 4. csoport · Pascal Jolyot (FRA) · 5–3 · Federico Cervi (ITA) · 2–5 · Klaus Haertter (GDR) · 4–5 · Szabirzsan Ruzijev (URS) · 1–5 · Adam Robak (POL) · 2–5 | 6.        | kiesett           | kiesett           | kiesett           | kiesett           | kiesett           | kiesett           | kiesett | 22.      |
| Jesús Esperanza  | Tőr, egyéni       | 2. csoport · Hassan Hamze (LIB) · 5–4 · Aljakszandr Ramanykov (URS) · 3–5 · Rob Bruniges (GBR) · 3–5 · Greg Benko (AUS) · 3–5          | 4.        | kiesett | kiesett   | kiesett           | kiesett           | kiesett           | kiesett           | kiesett           | kiesett           | kiesett | 30.      |
| José Pérez       | Párbajtőr, egyéni | 1. csoport · Peder Planting (FIN) · 5–4 · Stéphane Ganeff (BEL) · 2–5 · Philippe Riboud (FRA) · 4–5 · Piotr Jabłkowski (POL) · 1–5     | 4.        | kiesett | kiesett   | kiesett           | kiesett           | kiesett           | kiesett           | kiesett           | kiesett           | kiesett | 33.      |
| Valentín Paraíso | Kard, egyéni      | 1. csoport · José Laverdecia (CUB) · 5–4 · Leszek Jabłonowski (POL) · 4–5 · Vaszil Etropolszki (BUL) · 3–5 · Gedővári Imre (HUN) · 3–5 | 5.        | kiesett | kiesett   | kiesett           | kiesett           | kiesett           | kiesett           | kiesett           | kiesett           | kiesett | 26.      |

## Vízilabda
| Spanyol férfi vízilabdacsapat-játékoskeret                                                               | Spanyol férfi vízilabdacsapat-játékoskeret                                        |
| --- | --------------------------------------------------------------------------------- |
| - Manuel Delgado - Gaspart Ventura - Antonio Esteller - Federico Sabriá - Manuel Estiarte - Pedro Robert | - Jorge Alonso - José Alcázar - Antonio Aguilar - Jorge Carmona - Salvador Franch |

### Eredmények
Csoportkör
B csoport
| Csapat              | M | Gy | D | V | G+ | G– | Gk  | P |
| ------------------- | - | -- | - | - | -- | -- | --- | - |
| Szovjetunió (URS)   | 3 | 3  | 0 | 0 | 24 | 10 | +14 | 6 |
| Spanyolország (ESP) | 3 | 2  | 0 | 1 | 15 | 11 | +4  | 4 |
| Olaszország (ITA)   | 3 | 0  | 1 | 2 | 14 | 17 | –3  | 1 |
| Svédország (SWE)    | 3 | 0  | 1 | 2 | 8  | 23 | –15 | 1 |

| 1980. július 20. 12:00 | Svédország (SWE)     | 3–7 | Spanyolország (ESP) |  |
| 1980. július 20. 12:00 | (0–2, 1–1, 0–0, 2–4) |     |                     |  |
| 1980. július 20. 12:00 |                      |     |                     |  |

| 1980. július 21. 17:00 | Szovjetunió (URS)    | 4–3 | Spanyolország (ESP) |  |
| 1980. július 21. 17:00 | (0–1, 2–0, 0–1, 2–1) |     |                     |  |
| 1980. július 21. 17:00 |                      |     |                     |  |

| 1980. július 22. 17:00 | Spanyolország (ESP)  | 5–4 | Olaszország (ITA) |  |
| 1980. július 22. 17:00 | (1–1, 2–0, 0–1, 2–2) |     |                   |  |
| 1980. július 22. 17:00 |                      |     |                   |  |

Döntő csoportkör
| 1980. július 24. 17:00 | Hollandia (NED)      | 5–6 | Spanyolország (ESP) |  |
| 1980. július 24. 17:00 | (1–2, 1–2, 3–1, 0–1) |     |                     |  |
| 1980. július 24. 17:00 |                      |     |                     |  |

| 1980. július 25. 18:00 | Szovjetunió (URS)    | 6–2 | Spanyolország (ESP) |  |
| 1980. július 25. 18:00 | (1–0, 1–1, 3–1, 1–0) |     |                     |  |
| 1980. július 25. 18:00 |                      |     |                     |  |

| 1980. július 26. 16:00 | Magyarország (HUN)   | 6–5 | Spanyolország (ESP) |  |
| 1980. július 26. 16:00 | (1–1, 2–0, 2–3, 1–1) |     |                     |  |
| 1980. július 26. 16:00 |                      |     |                     |  |

| 1980. július 28. 18:00 | Spanyolország (ESP)  | 6–7 | Jugoszlávia (YUG) |  |
| 1980. július 28. 18:00 | (1–2, 1–1, 2–4, 2–0) |     |                   |  |
| 1980. július 28. 18:00 |                      |     |                   |  |

| 1980. július 29. 18:00 | Spanyolország (ESP)  | 9–7 | Kuba (CUB) |  |
| 1980. július 29. 18:00 | (2–2, 4–1, 1–2, 2–2) |     |            |  |
| 1980. július 29. 18:00 |                      |     |            |  |

Végeredmény
| Csapat              | M | Gy | D | V | G+ | G– | Gk  | P  |
| ------------------- | - | -- | - | - | -- | -- | --- | -- |
| Szovjetunió (URS)   | 5 | 5  | 0 | 0 | 34 | 21 | +13 | 10 |
| Jugoszlávia (YUG)   | 5 | 3  | 1 | 1 | 34 | 32 | +2  | 7  |
| Magyarország (HUN)  | 5 | 3  | 0 | 2 | 32 | 30 | +2  | 6  |
| Spanyolország (ESP) | 5 | 2  | 0 | 3 | 28 | 31 | –3  | 4  |
| Kuba (CUB)          | 5 | 0  | 2 | 3 | 31 | 38 | –7  | 2  |
| Hollandia (NED)     | 5 | 0  | 1 | 4 | 26 | 33 | –7  | 1  |

| Csapat              | Helyezés |
| ------------------- | -------- |
| Spanyolország (ESP) | 4.       |